# 科爾曼冰原島峰
75°19′S 133°39′W / 75.317°S 133.650°W
科爾曼冰原島峰（英語：Coleman Nunatak）是南極洲的冰原島峰，位於瑪麗伯德地，處於帕頓海崖以南4公里，美國地質調查局根據測量和該國海軍的空中照片繪入地圖，現時由南極條約體系管理。